# Harkelův Nový zákon
Harkelův Nový zákon je syrskou recenzí překladu Nového zákona. Pracoval na ní v klášteře Enaton Tomáš Harkel a dokončil ji v roce 616. Tento překlad či revize překladu je vrcholem dlouhodobého procesu, který přivedl syrský překlad Nového zákona do podoby velmi se blížící řeckému originálu. Technika překladu byla podobná jako u syrské hexaply, která vznikala současně na stejném místě.
Harkelův překlad je doplněn o řadu kritických značek, jejichž smysl je však dnes neznámý. 
V případě Skutků apoštolů sledoval Harkel západní text Nového zákona.